# Haute-Volta aux Jeux olympiques d'été de 1972
La Haute-Volta participe aux Jeux olympiques d'été de 1972 qui se déroulent du 26 août au 11 septembre 1972 à Munich en Allemagne. Il s'agit de la première participation à des Jeux d'été. La délégation est représentée par un seul athlète.
La République de Haute-Volta est issue de la Communauté française dont elle devient indépendante en août 1960. Elle apparait aux jeux douze ans plus tard et bien qu'ayant exprimé sa volonté de participer en 1976, il faudra attendre 1988 pour voir le retour de la nation aux jeux ; entre-temps, le pays deviendra le Burkina Faso après le coup d'État d'août 1983.
La Haute-Volta fait partie des pays qui ne remportent pas de médaille au cours de cet événement sportif.

## Résultats

### Athlétisme
Hommes
Courses
| Athlète      | Épreuve | Séries   | Séries | Quarts de finale | Quarts de finale | Demi-finale | Demi-finale | Finale   | Finale |
| Athlète      | Épreuve | Résultat | Rang   | Résultat         | Rang             | Résultat    | Rang        | Résultat | Rang   |
| ------------ | ------- | -------- | ------ | ---------------- | ---------------- | ----------- | ----------- | -------- | ------ |
| André Bicaba | 100 m   | 10 s 71  | 5e     | NC               | NC               | NC          | NC          | NC       | NC     |